# Julien Féret
Julien Féret (Saint-Brieuc, 5 luglio 1982) è un ex calciatore francese, di ruolo centrocampista.